# Iturralde (Panama)
Iturralde è un comune (corregimiento) della Repubblica di Panama situato nel distretto di La Chorrera, provincia di Panama. Si estende su una superficie di 64,3 km² e conta una popolazione di 1.354 abitanti (censimento 2010).